# 舟白街道
舟白街道，是中华人民共和国重庆市黔江区下辖的一个乡镇级行政单位。

## 行政区划
舟白街道下辖以下地区：
路东社区、武陵山社区、舟白社区、五台社区、箭坝社区、石门社区、县坝社区和丛山村。